# هاهنویل
هاهنویل (به انگلیسی: Hahnville) شهری در ایالت لوئیزیانا کشور ایالات متحده آمریکا است که جمعیت آن در سرشماری سال ۲۰۱۰ میلادی، ۳٬۳۴۴ نفر بوده‌است.